# ジョン・ホイットニー・ホール
ジョン・ホイットニー・ホール（John Whitney Hall、1916年9月13日 - 1997年10月21日）は、アメリカ合衆国の歴史研究者。日本の近世史を専門としている。欧米における日本史研究の先駆者の一人で、1960年代から1970年代には日米の文化学術交流にも大きく貢献し、瑞宝章を受勲している。

## 経歴
1916年、会衆派教会の宣教師の一人息子として東京で生まれ、幼少期を前橋、次いで十代まで京都で過ごす。その後、アメリカ合衆国に移り、マサチューセッツ州アンドーバーのフィリップス・アカデミー・アンドーヴァーに通い、1939年にアメリカ研究専攻でアマースト大学を卒業。卒業後にアマースト大学と同志社大学の提携プログラムの一環で日本に戻り、同志社大学で1941年まで英語教師を務めた。第二次大戦中はアメリカ海軍情報局で海軍少佐として務めた。
ハーバード大学大学院では東アジア言語・文学を専攻。また同じく宣教師の息子で日本研究の先駆者であったエドウィン・O・ライシャワーの下で学び、1950年に博士号を取得。日本研究の先駆者で、1961年までミシガン大学で当時米国で珍しかった日本研究センターの所長を務め、その後日本研究で著名なイェール大学に移りモース・カレッジの学長のあと、東アジア言語文学研究センターの所長と歴史学部の学部長を歴任。学外でもアジア研究協会の会長を務め、アメリカ歴史学会の会長職に2度候補となるなど傑出した活動を行なう。江戸時代の研究に従事し、特に田沼意次研究論文が著名である。
ミシガン大学のフィールド研究プログラムで岡山滞在中に発見した戦火を逃れた池田家文書などを元に、古代から近世までの日本史における中央と地方の関係と影響を分析した論文を発表した。その後も江戸時代から明治維新までの期間の研究を通じ、日本の近代化の社会構造とその分析の研究に尽力する。
ホールはその後も、日本と欧米の歴史学の架け橋として活躍し、西洋の研究成果を日本に、日本の研究成果を欧米に紹介する双方向の学術交流を推進した。彼が主催した国際会議や出版プロジェクトは、研究対象を徳川期から16世紀、さらに14世紀の中世日本へと広げ、欧米における日本史の未開拓分野の研究を推進した。主な編著書には『近世日本の制度史研究』（1968年）、『徳川以前の日本』（1981年）、『室町時代 その社会と文化』（1977年、豊田武と共著）、『中世日本の制度史論集』（1974年）などがあり、『日本大百科事典』（講談社、全9巻、1983年）にも編集・執筆で参加した。晩年は全6巻『ケンブリッジ版日本史』（1988–98）の総編集の一人として、第5巻「近世日本」（1989年）を編集した。
ホールは1960年代から1970年代にかけて、1975年の日米友好法（Japan–United States Friendship Act of 1975）に基づく日米友好基金（Japan-United States Friendship Commission、JUSFC）会長をはじめ、日米文化教育交流会議（The U.S.-Japan Conference on Cultural and Educational Interchange、CULCON）会長、米国社会科学研究会議（Social Science Research Council、SSRC）会長など、日米の様々な学術文化領域における友好関係に関する制度や団体の要職を歴任。
これらの年月を通じてホールは、日本政府が1970年代に設立した国際交流基金（Japan Foundation）と密接に協力した。同基金は、アメリカ合衆国の大学における日本研究プログラムの設立を支援するために設けられたものであり、最終的に日本研究分野の活動のために主要10大学へ総額100万ドルを提供した。ホールは1976年に国際交流基金賞を受賞した。

## 主な著書
- 1950年代
  - Japanese history; a guide to Japanese reference and research materials ミシガン大学出版局, (1954)
  - Tanuma Okitsugu(田沼意次), 1719–1788, forerunner of modern Japan ハーバード燕京研究所, ハーバード大学出版局, (1955)

- 1960年代
  - Government and local power in Japan, 500 to 1700; a study based on Bizen Province(備前国) プリンストン大学出版局, (1960)
  - Japanese history: new dimensions of approach and understanding Service Center for Teachers of History, (1961,1966)
  - Twelve doors to Japan Richard K. Beardsley共著  マグロウヒル, (1965)
  - Studies in the institutional history of early modern Japan（「徳川社会と近代化」）マリウス・バーサス・ジャンセン共著 , プリンストン大学出版局, (1968)
  - Das Japanische Kaiserreich Fischer Bücherei GmbH, (『近世日本の制度史研究』、1968)
  - Village Japan Richard K. Beardsley, Richard K. and Robert E. Ward共著、シカゴ大学出版局,(1969)

- 1970年代
  - Japan, from prehistory to modern times（「日本の歴史：古代から現代まで」）、チャールズ・イー・タトル出版、 (1970)
  - Japan, from prehistory to modern times  (1971)
  - Medieval Japan; essays in institutional history Jeffrey P. Mass共著  イェール大学出版局, (『中世日本の制度史論集』1974)
  - Das Japanische Kaiserreich  Fischer Taschebuch Verlag, (1976)
  - Japan in the Muromachi age 豊田武共著  カリフォルニア大学出版局, (『室町時代 その社会と文化』1977)

- 1980年代
  - Japan before Tokugawa: political consolidation and economic growth, 1500-1650 永原慶二, コーゾー・ヤマムラ共著, プリンストン大学出版局, (『徳川以前の日本』1981)
  - The Cambridge history of JapanDelmer M. Brown, コーゾー・ヤマムラ, マリウス・バーサス・ジャンセン, Peter Duus共著  ケンブリッジ大学出版局, (1988)

## 日本語訳された著書
- 『日本の歴史 <上・下>』講談社現代新書、尾鍋輝彦訳、講談社、1983年
- 「徳川社会と近代化」 マリウス・バーサス・ジャンセン共編、ミネルヴァ書房, 1973年
- 『室町時代 その社会と文化』豊田武共編 吉川弘文館 1976年

## 関連事項
- ジョン・ホイットニー・ホール・ブック賞：英語での日本についての卓越した著作に対する章。